# Bengt Abrahamsson
Bengt Åke Abrahamsson, född 4 juni 1937 i Norrköping, död 21 september 2019, var en svensk sociolog. Han var rektor för Högskolan i Växjö 1994–1999 och drivande bakom beslutet att göra högskolan till universitet 1999.

## Biografi
Abrahamsson blev filosofie licentiat vid Uppsala universitet 1967. Han doktorerade vid Stockholms universitet 1971 och blev docent. Mellan 1971 och 1977 var han tillförordnad professor i socilogi vid Uppsala universitet. 1978 blev han ordinarie professor i arbetslivsorganisation. Från 1986 var han även adjungerad professor vid Högskolan i Växjö.
Abrahamsson förordnades 1994 som rektor vid Högskolan i Växjö. I sin roll som rektor drev han på för att höskolan skulle få universitetsstatus. I juli 1998 beslutade Regeringen att högskolorna i Karlstad, Växjö och Örebro skulle bli universitet från 1999. Abrahamsson valde att avgå ett år innan förordnandet gick ut, för att låta sin efterträdare ta över från början.